# The Horrible Dr. Bones
The Horrible Dr. Bones (titlu original: The Horrible Dr. Bones) este un film american de groază din 2000 regizat de Ted Nicolaou. Rolurile principale au fost interpretate de actorii Darrow Igus, Larry Bates și Sarah Scott Davis.

## Prezentare
Un grup dinamic de hip-hop crede că a dat în sfârșit lovitura, dar ceea ce nu realizează este că Dr. Bones, notoriu producător de discuri, are un plan diabolic de a domina lumea cu o armată de zombi care folosesc muzica lor ca propriul lor imn mortal.

## Distribuție
- Darrow Igus -  Dr. Bones
- Larry Bates - Jamal
- Sarah Scott Davis - Lisa
- Rhonda Claerbaut - Theodora
- Danny Wooten -  Phil
- Tangelia Rouse -  Wanda
- Derrick Delaney - Pookie
- Nathaniel Haywood - Maxie (ca Nathaniel Lamar)
- Manouschka Guerrier - Tasha
- James Lee Hymes - Esposito
- Nicole Pulliam -  Rasha
- Dahn Dior - Maxie's Lady
- Dahn Ballard - Maxie's Lady (ca Dior Raye)
- Kyle Walker - Hip Hop Guy